# 福浜大一建設
福浜大一建設株式会社（ふくはまだいいちけんせつ）は、福島県いわき市に本社を持つ日本の総合建設会社。

## 概要
いわき市に本社のあった福浜工業株式会社と、田村郡三春町に本社のあった大一建設株式会社が2005年に合併し出来た会社。いわき市内を中心に、福島県・茨城県などで施工を行っている。

## 本社・支社・支店・営業所
- 本社：〒971-8101 福島県いわき市小名浜字中原16-1
- 三春支社：〒963-7704 福島県田村郡三春町大字熊耳字宇道45
- つくば支店：〒305-0025 茨城県つくば市花室429-1
- 福島営業所：〒960-8252 福島県福島市御山字清水尻1-5
- 平営業所：〒970-8044 福島県いわき市中央台飯野4-8-3

## 関連会社
- 福進工業株式会社
- 株式会社みちのくNテックス
- 小名浜港湾リース株式会社
- すずらんゴルフセンター
- いわき中央アスコン共同企業体

## 沿革
- 1938年（昭和13年） - 中国北支天津にて大一土建創業。
- 1946年（昭和21年） - 大一土建が田村郡三春町に移る。
- 1961年（昭和36年） - 東京都千代田区にて福浜工業株式会社創業。
- 1963年（昭和38年） - 福浜工業の本店が福島県磐城市（現いわき市小名浜地区）に移る。
- 1966年（昭和41年） - 大一土建が大一建設株式会社になる。
- 2005年（平成17年） - 福浜工業株式会社と大一建設株式会社が合併し福浜大一建設株式会社となる。
- 2010年（平成22年） - いわき芸術文化交流館アリオスの施工者として第51回BCS賞を受賞[2]。

## 主な施工実績
建築部
- いわき芸術文化交流館アリオス
- 福島県立いわき光洋高等学校
- アクアマリンふくしま
- いわき市暮らしの伝承郷
- 日産自動車いわき工場
- いわき信用組合本店
- いわき・ら・ら・ミュウ

土木部
- 小名浜港トンネル
- 相子島トンネル
- いわきニュータウン宅地造成

## 参考・外部リンク
- 福浜第一建設ホームページ